# アートメイク

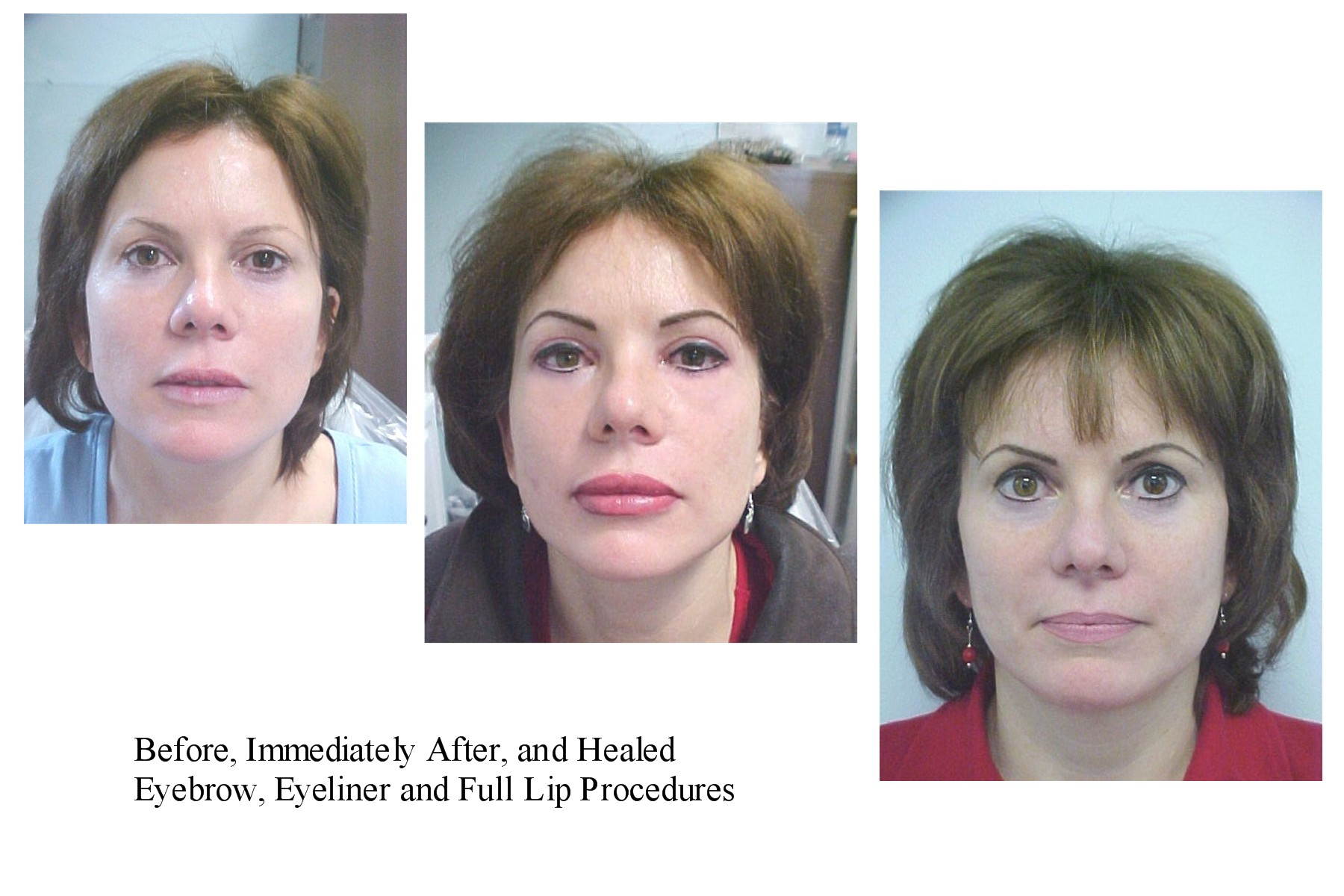
アートメイクの写真（左：施術前、中：施術直後、右：一定期間経過後）※眉・アイライン・リップの3部位に施術

アートメイク（英：permanent makeup、パーマネント・メークアップ）は、タトゥーの施術の一種。皮膚に針で色素を注入し、眉やアイライン、唇などを描く瘢痕の再建などの医療目的で行う場合、パラメディカルピグメンテーション（英：paramedical-pigmentation）と呼ばれる。

## 概要

### 定義
アートメイクとは、人の皮膚に色を入れる施術をいう。※入れ墨(タトゥー)を含む

### 施術

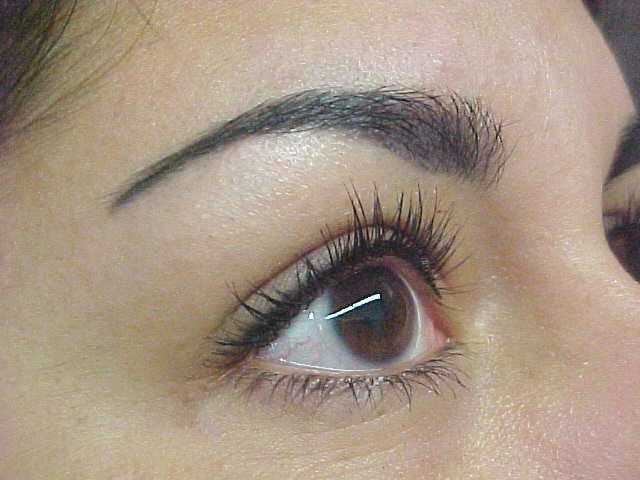
アートメイクが施された眉毛とアイラインの写真

専用の針、マシンを用いて表皮に色素を注入する。注入部位は表皮だが、色素が定着するのは真皮浅層（上層）である。パラメディカルピグメンテーションの場合、真皮中層まで色素を注入することもある。
アートメイクは表皮に色素を入れるため、ターンオーバーによって時間の経過とともに色素が体外へ排出され、次第に色が薄くなる点が刺青との違いであり、
アートメイクの持続期間には個人差があるが、1～3年が平均となる。
刺青は表皮よりさらに深い真皮に色素を入れるため、ターンオーバーで薄くなることはなく、半永久的に色素が残る。
1回で色素が定着するわけではなく、最低２回の施術が必要である。
アートメイクを施術できるのは、医師免許や看護師資格、准看護師資格を所有する医療従事者のみ。
歯科医師はリップアートのみ施術可能。
看護師や准看護師は、クリニックに常駐している医師の管轄のもとでのみ施術を行える。

### 部位
施術部位は主に眉、睫毛の付根（アイライン）、唇（リップ）である。眉では「眉頭：眉山：眉尻」のバランスを考慮するなどしてデザインを決定する。アイラインは患者が目を閉じた状態で、睫毛の隙間を埋めるように色素を注入する。リップでは「色の濃度を上げる、輪郭を明確にする、形を整える」などのデザインを施す。他には額の生え際、頭皮、ホクロ、手相、乳輪などがある。

### 呼称

#### 各国での呼称
「アートメイク」という用語は日本固有の呼称である。。海外では主に下記の呼称が用いられる。
- Permanent make
- Permanent cosmetic
- Micropigment
- Cosmetic tattoo

韓国と中国では「半永久化粧」と称される。

#### 従前の呼称
普及度が低かった時期の医療機関の資料では「目元の入れ墨」と表現されていた例も見られる。また、眉のアートメイクを「眉アート」「眉タトゥー」と表現することもある。
従前は「芸術的なメイク」あるいは「高度なメイク」を、アートメイクと称することもあった。1975年に創業し、NHKをはじめとする各放送局・出版社などのメイクを手がける『アートメイク・トキ』の社名は、その一例である。現在、こうしたメイクには「アーティスティックメイク」などの呼称が用いられる。

### 手法
マシンと手彫りで行う。
- 2D眉（パウダーブレーディング）：点で色素を入れていく技法。グラデーションが表現しやすい。

- 3D眉（マイクロブレーディング、ストローク法）：線で色を入れる技法。人の手で丁寧に眉毛の1本1本を書くので本物の眉毛のような自然な仕上がりとなるが手作業で高度な施術である分、２D眉よりも時間と痛みが伴う。

- 4D眉（手彫り＋マシン）：パウダーブレーディングとマイクロブレーディングを組み合わせた技法。[17]

### MRI検査への影響
アートメイクの色素には金属（酸化鉄）が含まれている。この酸化鉄がMRI検査で発熱し、熱傷を起こす可能性も指摘されている。しかし、人間の体内を流れる血液中にも鉄分は含まれているため、色素に含まれる程度の微量な酸化鉄に神経質になる必要はないとされている。科研助成事業の報告では「有意な変化は見られなかった」とされる（つまり、この報告に従えば熱傷を起こす可能性は低いと考えられる）。
とはいえ熱傷や熱感を認めるリスクはゼロではないため、MRI検査を受けるときには事前申告することが好ましいです。

### アートメイクをおすすめできない人
- 妊娠中や授乳中の人
- 金属アレルギーの人
- 皮膚疾患や重度のアトピーがある人
- ケロイド体質の人
- 高血圧の人
- 糖尿病の人[21]

## 医師法違反による摘発
- 2014年3月から4月、京都府警は所管内の無免許で美容店を営業する店舗約15件を一斉に摘発した。また、同年5月中旬までに医師法違反容疑で経営者らを順次書類送検した。摘発された店舗はすべて被害はなかった。

## 医師法の適用をめぐる議論
「アートメイクは医療か否か」が従前より（遅くとも平成12年から）議論されている。ここでは、その議論の参考となる事例を列記する。

### 医事第59号（平成12年6月9日）
平成12年5月18日、警察庁生活安全局生活環境課長が、厚生省健康政策局医事課長にあて、疑義（質問）を提起した。疑義は3項目あり、うち2つ目の要旨が「非医師の従業員によるアートメイクの施術は、医師法に違反するか」というものであった。これに対して厚労省は「業として行えば医業に該当する」と回答している。

### 平成29年（う）第1117号 医師法違反被告事件
この事件においては、大阪高裁による2審でアートメイクへの言及がなされた。検察側が主張した「アートメイクは医師法の規制対象である」「タトゥーのみを対象外にすれば不合理である」という内容である。これに対し大阪高裁は「アートメイクは美容整形の概念に包摂し得る」「患者の身体の改善、矯正を目的とした広義の医療と見なすべきである」という見解を示した。
2020年9月17日「タトゥー施術に関する医師法違反事件」が最高裁によって上告を棄却された。この際の最高裁判断は「タトゥー施術に医師免許は不要」というものである。つまり、タトゥーは医療行為に該当しない。なお、最高裁判決ではアートメイクについての言及はなされていない。

### 令和5年7月3日 医政医発0703第4号及び第5号
2023年7月3日付けで厚生労働省医政局医事課は、福島県保健福祉部より2023年6月28日付けの5. 健第3000号をもって照会のあった標記について、医政医発0703第4号及び第5号を各都道府県衛生主管部に対し通達した。
医師法第17条の解釈について、 医師免許を有しない者が、針先に色素を付けながら皮膚の表面に墨等の色素を入れて、
(1) 眉毛を描く行為
(2) アイラインを描く行為
を業として行った場合、医師法 (昭和23年法律第201号) 第17条違反と解していいかという福島県保健福祉部長からの質問に対し、
厚生労働省医政局医事課長が、
「御照会の行為は、医行為に該当し、医師免許を有さない者がこれを業として行うのであれば、医師法第17条に違反するものと思料する。」
という回答を行なっている。

## 学会・協会
2022年3月7日時点で、国内には下記の学会と協会が存在する（記載は法人番号順）。
- 一般社団法人 日本医療アートメイク財団[31]
- 公益社団法人国際化粧療法協会[32]
- 一般社団法人・日本メディカルタトゥー協会[33]
- 一般社団法人日本コスメティックタトゥー協会[34]
- 一般財団法人 医療アートメイク学会[35]
- NPO法人 日本アートメイク協会（JAA）[36]
- 一般社団法人・国際美容医療アートメイク協会（IMAA）[37]
- 一般社団法人東京クリニカルアートメイク・メディカルビューティー協会[38]